# Laon-Sud (tổng)
Tổng Laon-Sud là một tổng ở tỉnh Aisne trong vùng Hauts-de-France.

## Hành chính
| Giai đoạn | Ủy viên         | Đảng | Tư cách |
| --------- | --------------- | ---- | ------- |
| 2008-2014 | Thierry Délerot | PS   |         |
| 2001-2008 | René Dosière    | PS   | Député  |

## Các đơn vị cấp dưới
Tổng Laon-Sud gồm 20 xã với dân số là 23 499 người (điều tra năm 1999, dân số không tính trùng)
| Xã                      | Dân số | Mã bưu chính | Mã insee |
| ----------------------- | ------ | ------------ | -------- |
| Arrancy                 | 50     | 02860        | 02024    |
| Athies-sous-Laon        | 2 132  | 02840        | 02028    |
| Bièvres                 | 76     | 02860        | 02088    |
| Bruyères-et-Montbérault | 1 512  | 02860        | 02128    |
| Chérêt                  | 131    | 02860        | 02177    |
| Chivy-lès-Étouvelles    | 542    | 02000        | 02191    |
| Clacy-et-Thierret       | 304    | 02000        | 02196    |
| Eppes                   | 349    | 02840        | 02282    |
| Étouvelles              | 199    | 02000        | 02294    |
| Festieux                | 509    | 02840        | 02309    |
| Laon                    | 26 265 | 02000        | 02408    |
| Montchâlons             | 65     | 02860        | 02501    |
| Nouvion-le-Vineux       | 169    | 02860        | 02561    |
| Orgeval                 | 66     | 02860        | 02573    |
| Parfondru               | 295    | 02840        | 02587    |
| Ployart-et-Vaurseine    | 27     | 02860        | 02609    |
| Presles-et-Thierny      | 344    | 02860        | 02621    |
| Samoussy                | 376    | 02840        | 02697    |
| Veslud                  | 252    | 02840        | 02791    |
| Vorges                  | 377    | 02860        | 02824    |

## Biến động dân số
| 1962                                                     | 1968 | 1975 | 1982 | 1990   | 1999   |
| -------------------------------------------------------- | ---- | ---- | ---- | ------ | ------ |
| -                                                        | -    | -    | -    | 23 785 | 23 499 |
| Nombre retenu à partir de 1962 : dân số không tính trùng |      |      |      |        |        |